# Matt Williams
Matt Williams es un bajista nacido en New Orleans, Luisiana, que actualmente milita en la banda neoyorquina de rock progresivo Coheed and Cambria.

## Biografía
Williams ya compartió banda algunos de sus actuales compañeros, como Claudio Sanchez y Travis Stever, cuando los tres militaban en la banda local Jumblehead.
En New Orleans, Luisiana estudió en el Loyola College of Music, donde estudió la industria de la música y mejoró sus habilidades con el bajo.
En New Orleans fundó la banda de hip hop Mental Metropolis, donde era bajista, compositor y productor. Con ellos llegó a disfrutar de una importante notoriedad, incluyendo el interés de artistas del nivel de Outkast, The Roots y Run DMC por ofrecerles compartir escenario con ellos. Y es que los estilos e influencias de Williams son de lo más variopintas. Desde el jazz, al hip hop pasando por el funk hasta el rock.